# I Won't Dance
I Won't Dance est une chanson dont la musique a été composée en 1934 par le compositeur américain Jerome Kern. 
La chanson est devenue un standard de jazz et a été reprise par de grands noms comme Anita O'Day, Frank Sinatra, Blossom Dearie, Ella Fitzgerald, Peggy Lee, Jane Monheit, Lady Gaga et Tony Bennett.

## Historique
La chanson I Won't Dance a eu deux séries de paroles différentes, la première écrite en 1934 par Oscar Hammerstein II et Otto Harbach, la seconde écrite en 1935 par Dorothy Fields (bien que Jimmy McHugh soit également crédité). Les deux séries de paroles ne partagent guère que le refrain commun I Won't Dance. Le deuxième ensemble de paroles est beaucoup plus connu et la chanson sous cette forme a été reprise par de nombreux artistes.
Kern, Hammerstein et Harbach écrivent initialement I Won't Dance pour la comédie musicale londonienne Three Sisters de 1934. Cependant, Three Sisters est un échec et est rapidement oubliée.
L'année suivante, Dorothy Fields est engagée pour aider à composer la musique d'une version cinématographique de la comédie musicale Roberta de Kern-Harbach de 1933. La production décide d'utiliser I Won't Dance pour le film, également nommé Roberta. Fields réécrit presque toutes les paroles, rendant la chanson plus ludique et plus suggestive en faisant en sorte que le narrateur refuse de danser parce que « Je sais que la musique mène à la romance ». La chanson a connu un grand succès, en grande partie grâce au fait qu'elle est interprétée dans le film Roberta par Fred Astaire.

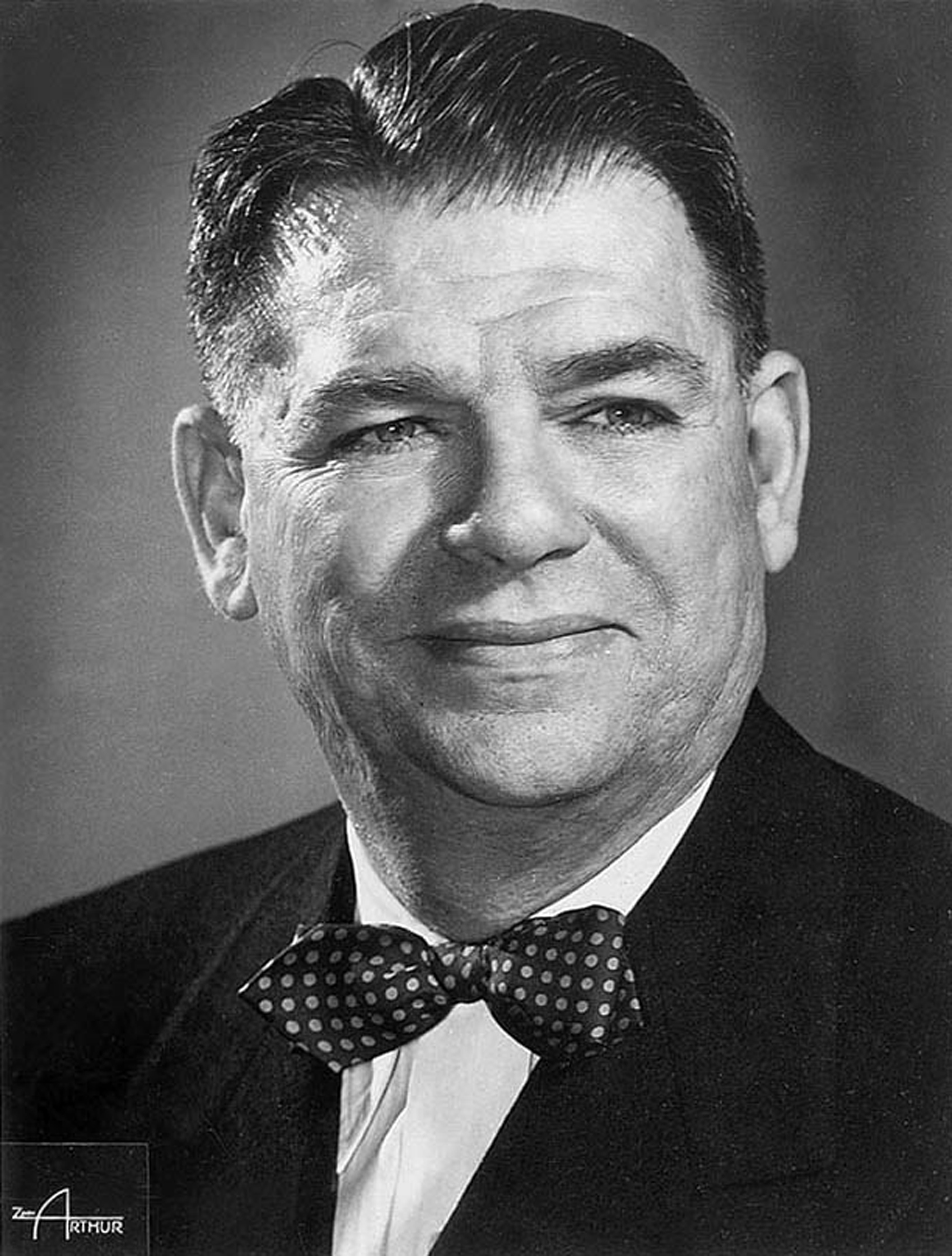
Oscar Hammerstein II.
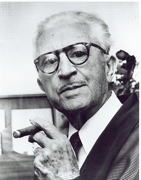
Otto Harbach.
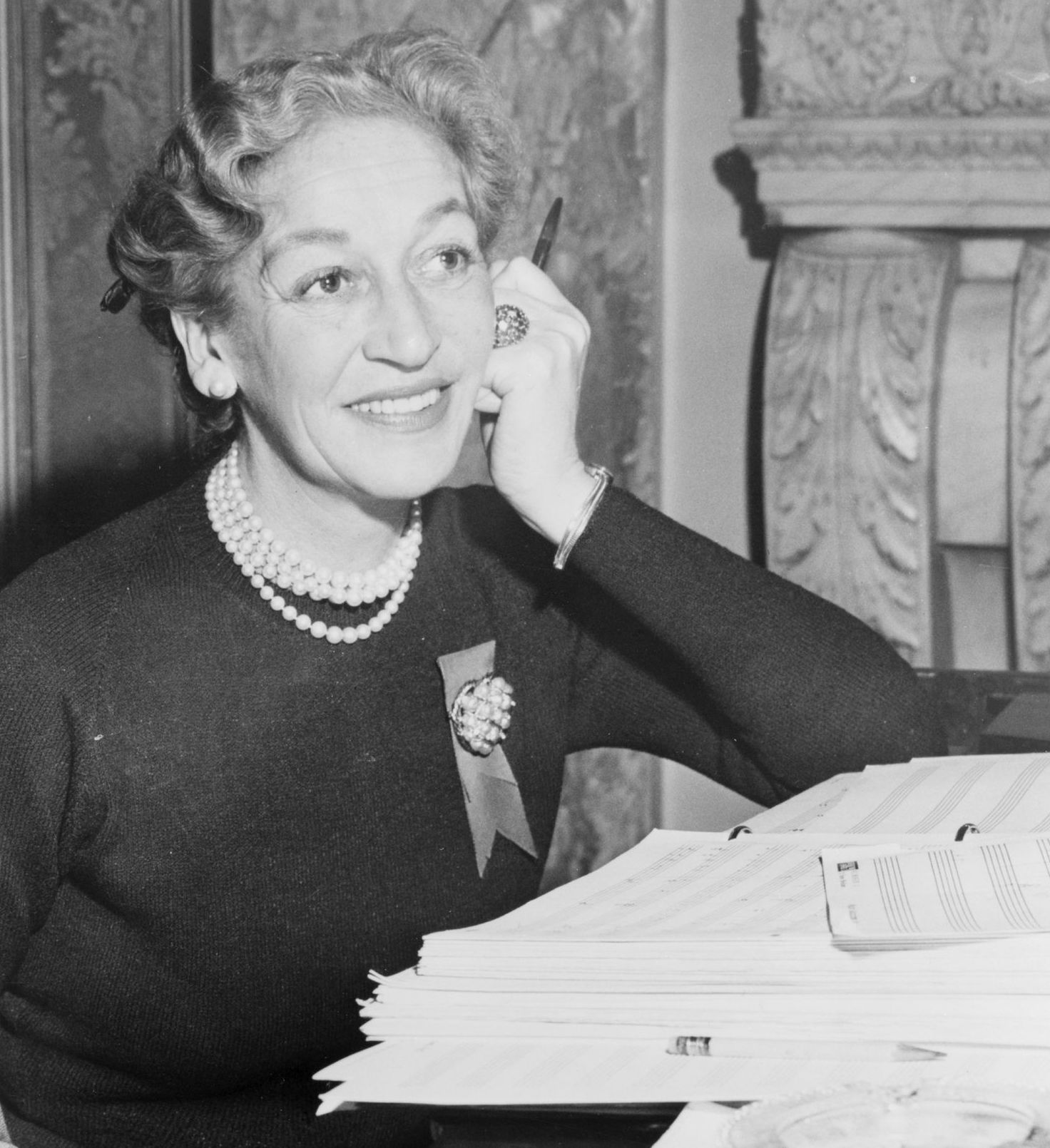
Dorothy Fields.

## Versions notables

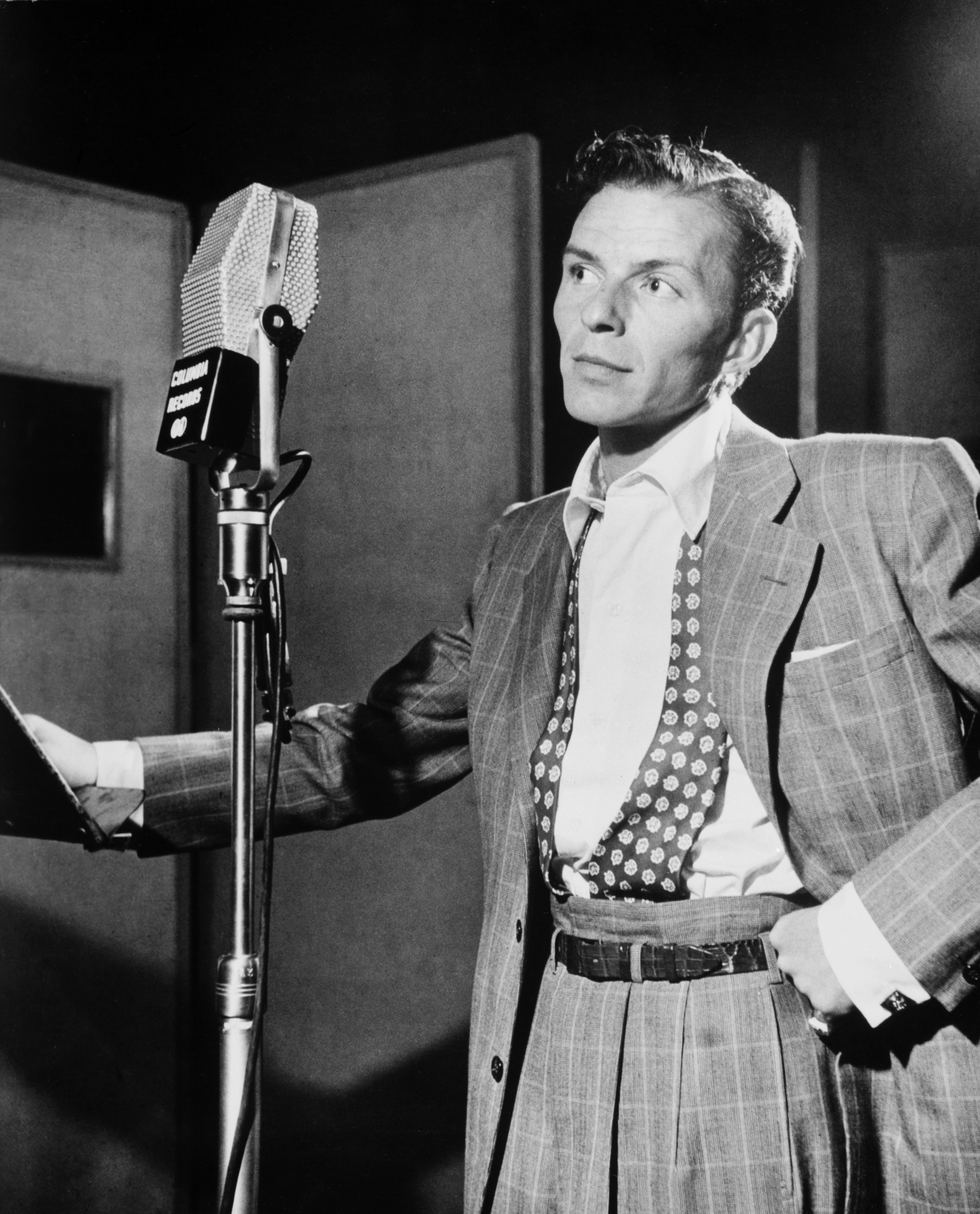
Frank Sinatra.

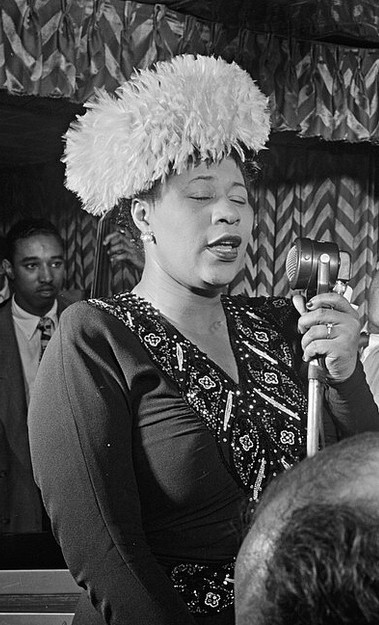
Ella Fitzgerald.

- 1952 : Kaye Ballard et Jack Cassidy – Roberta Studio Cast Recording
- 1956 : Anita O'Day – Pick Yourself Up with Anita O'Day
- 1956 : Carmen Cavallaro – Eddy Duchin Remembered
- 1957 : Frank Sinatra – A Swingin' Affair! (et Sinatra-Basie: An Historic Musical First|Sinatra-Basie, 1962)
- 1957 : Blossom Dearie – Blossom Dearie (Et Tu Bruce; 1984)
- 1960 : Margaret Whiting – Margaret Whiting Sings the Jerome Kern Songbook
- 1962 : Johnny Mathis - Live It Up! (Johnny Mathis album)|Live It Up!
- 1961 : Ella Fitzgerald – Ella Swings Brightly with Nelson
- 1963 : Peggy Lee – Mink Jazz
- 1970 : Jula de Palma – Jula al Sistina
- 1973 : The Pasadena Roof Orchestra – The Best of the Pasadena Roof Orchestra
- 1993 :  David Silverman Trio (I Have Dreamed CD)  Chase Music Group – Los Angeles, CA
- 1994 : Sylvia McNair avec André Previn et David Finck – Sure Thing: The Jerome Kern Songbook
- 1997 : Susannah McCorkle – The People That You Never Get To Love
- 1997 : Barbara Cook – Oscar Winners: The Lyrics of Oscar Hammerstein, II
- 1999 : Stacey Kent – Let Yourself Go: Celebrating Fred Astaire
- 1999 : Busdriver – "I Won't Dance"
- 2002 : Will Young – Pop Idol: The Big Band Album
- 2004 : Jane Monheit and Michael Bublé – Taking a Chance on Love[3]
- 2005 : Cheryl Bentyne - Let Me Off Uptown[4]
- 2007: Richard Rodney Bennett – Words and Music
- 2009: Jessica Lange et Malcolm Gets – bande-son du téléfilm Grey Gardens[5]
- 2010 : Sarah McKenzie – Don't Tempt Me (2011), We Could Be Lovers (2014).
- 2014 : Lady Gaga et Tony Bennett – Cheek to Cheek
- 2015 : Jamie Parker avec le John Wilson Orchestra - Celebrating Frank Sinatra (DVD)
- 2021 : Willie Nelson et Diana Krall - That's Life

Quelques interprètes de la chanson I Won't Dance au XXIe siècle
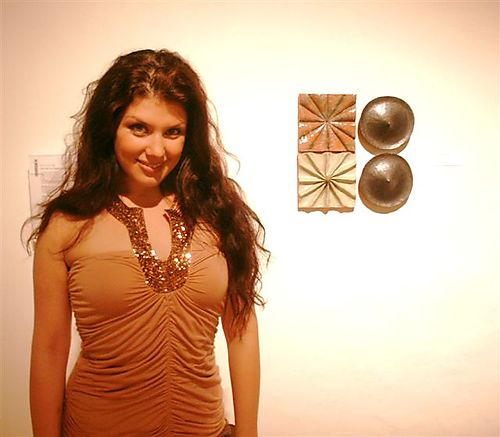
Jane Monheit.
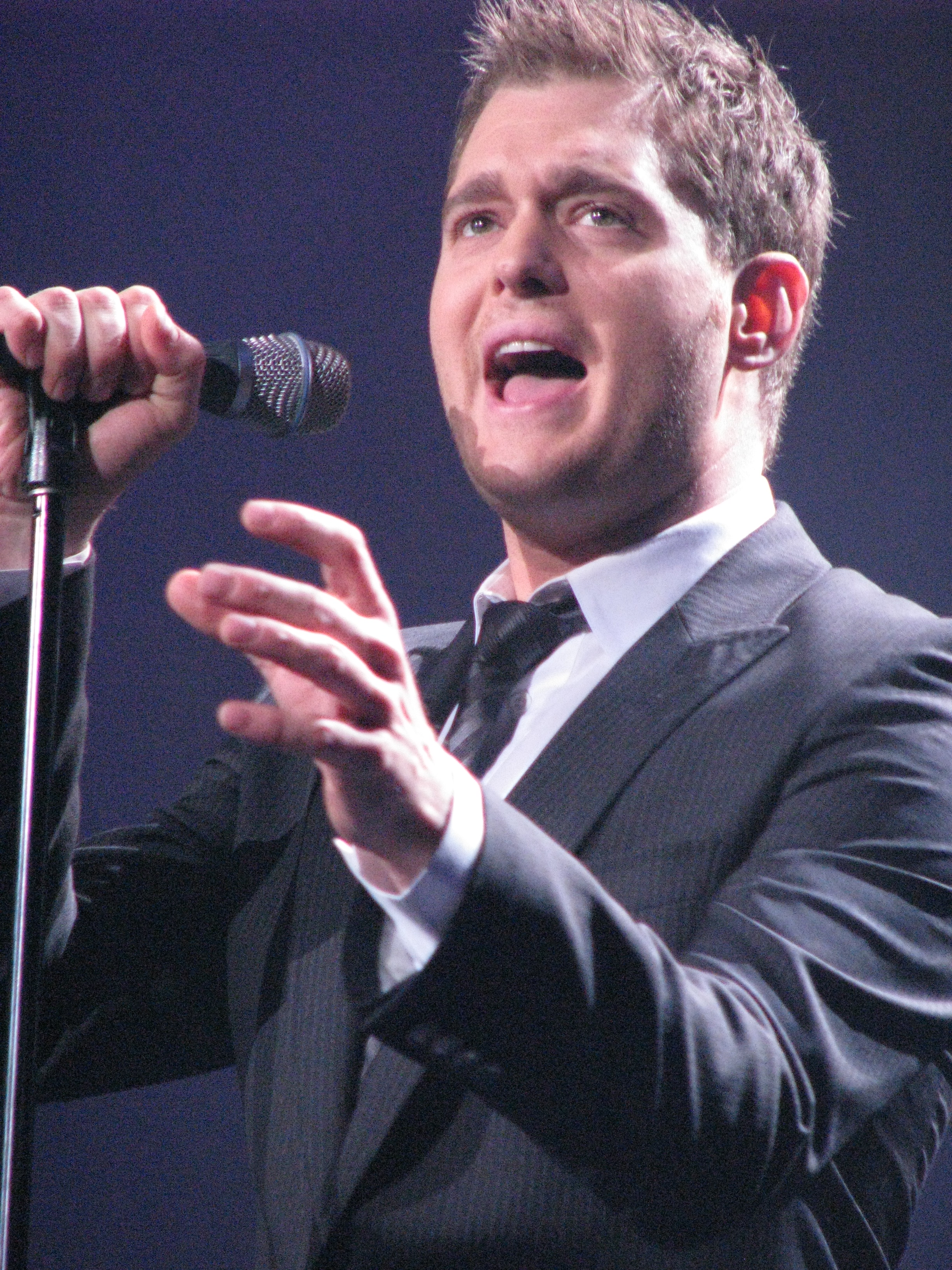
Michael Bublé.
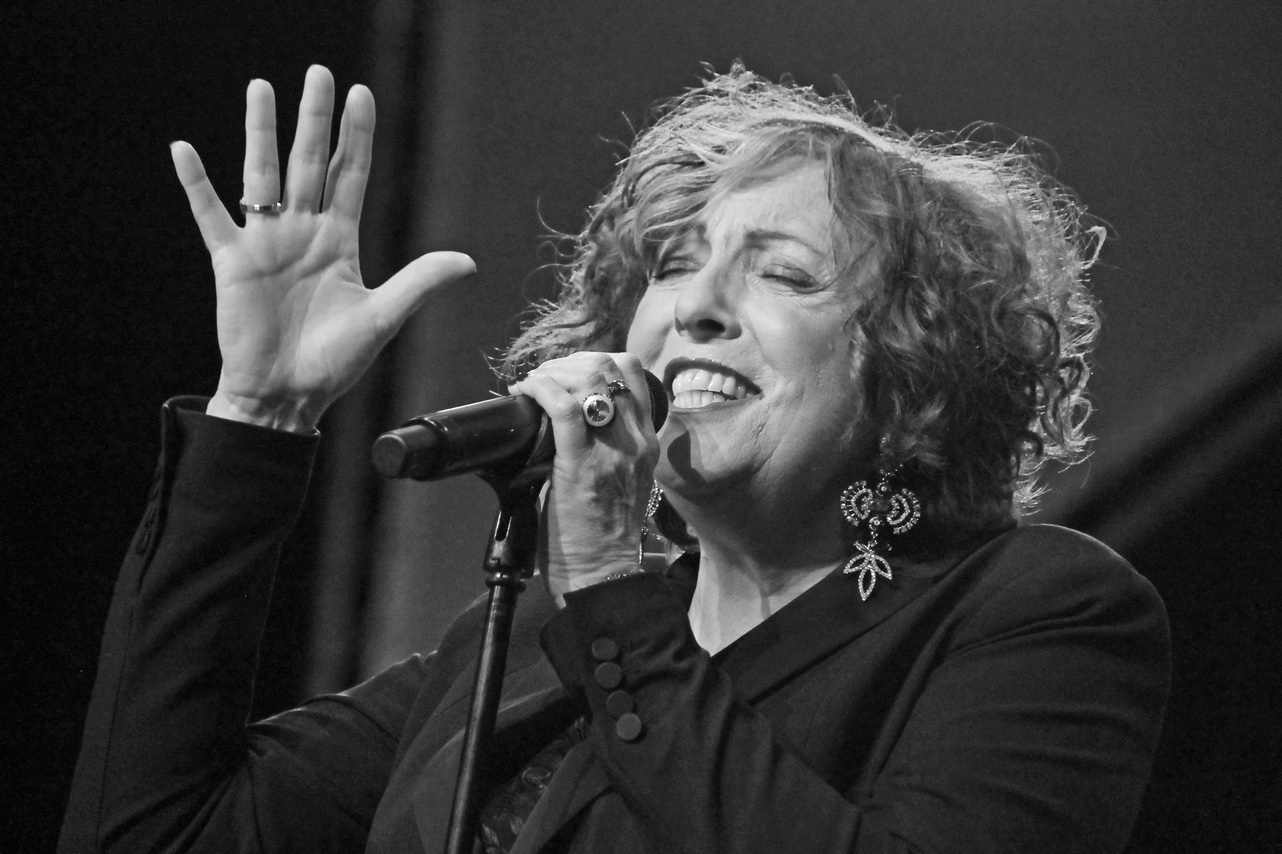
Cheryl Bentyne.
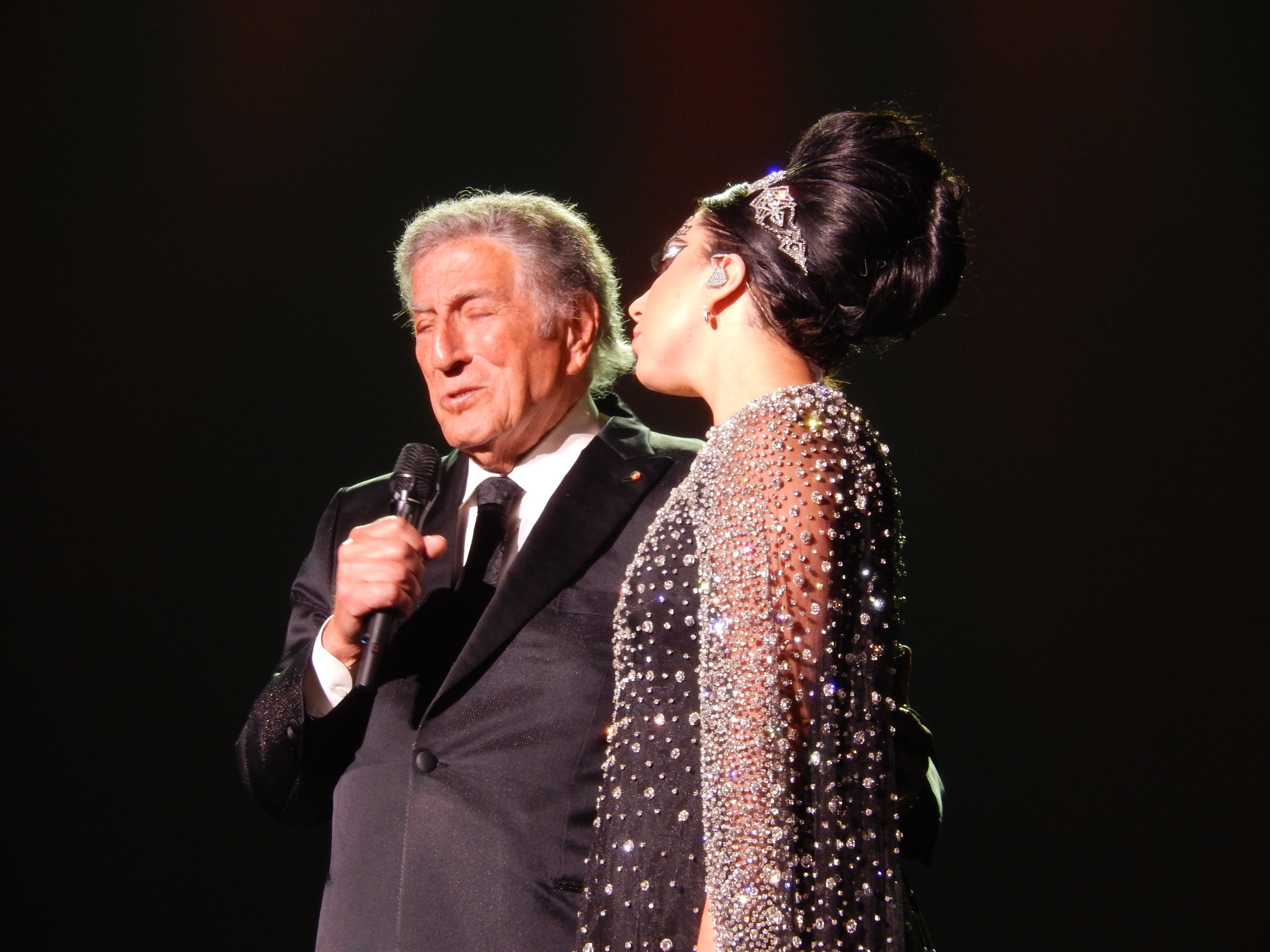
Tony Bennett et Lady Gaga.
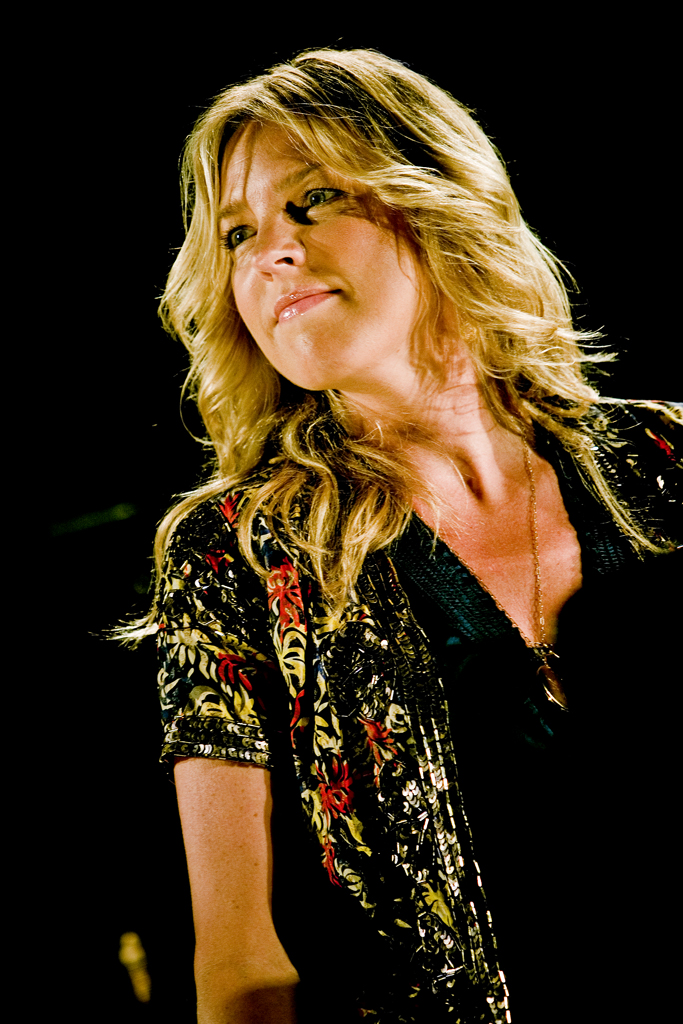
Diana Krall.

## Reprises au cinéma et à la télévision
En 1946, I Won't Dance est interprétée par Lucille Bremer et Van Johnson pour le film biographique de 1946 de Kern, Till the Clouds Roll By (La Pluie qui chante) : comme la scène se déroule dans une boîte de nuit des années 1920, son apparition dans la chronologie du film est anachronique.
En 1952, la chanson est chantée et dansée par Marge Champion et Gower Champion dans le film Lovely to Look At (Les Rois de la couture).
En 2000, la version de I Won't Dance interprétée par Frank Sinatra est utilisée dans une scène du film What Women Want (Ce que veulent les femmes), où le personnage de Nick, joué par Mel Gibson, danse avec un cintre.
En 2005, la chanson est utilisée de façon anachronique comme numéro musical interprété par Felicia Day dans le téléfilm biographique du président Franklin D. Roosevelt, Warm Springs, qui se déroule en grande partie en 1924.
I Won't Dance a été interprétée dans l'épisode 34 du Muppet Show, dans une scène où Miss Piggy demande à Kermit la grenouille de danser.
En 2010 dans Sexy Dance 3D, il y a une scène où Alyson Stoner et Adam Gary Sevani dansent sur cette musique.